# Stachy
Stachy è un comune della Repubblica Ceca facente parte del distretto di Prachatice, in Boemia Meridionale.
Tra le sue frazioni figura Zadov, stazione sciistica specializzata nello sci nordico.